# Éditions Dangles
Fondées en 1926, les éditions Dangles sont à l’époque pionnières en médecines non conventionnelles et proposent des guides pratiques sur l’alimentation et les techniques de soin et de bien-être.[réf. nécessaire]
Elles rejoignent le groupe éditorial Piktos en 2006 et consolident leur expertise dans les domaines de la santé (médecines allopathiques[Quoi ?], médecines non conventionnelles, ouvrages théoriques ou encyclopédiques), du parenting et de la psychologie.
Elles sont aujourd'hui la propriété de la société Piktos à Escalquens (Haute-Garonne).

## Catalogue
Dangles propose un catalogue de 500 titres, avec une dizaine de nouveautés par an, une collection « Santé Naturelle », dirigée par Jean-Luc Darrigol depuis 1976, et, depuis 2009, une nouvelle collection, « Prospective Vivre Demain », dirigée par Marc Halévy.

## Auteurs publiés
- Jean-Pierre Bayard
- Christian Belnez
- Laurent Bertrel
- Claude Binet
- Chantal et Lionel Clergeaud
- Jean-Luc Darrigol
- Philippe Derudder
- Georges Colleuil
- Jean-Loup Dervaux
- Marc Girard
- Marc Halévy
- Clément Jagot
- Joseph Murphy
- Thich Nhat Hanh
- André Passebecq
- Yvonne Poncet-Bonissol
- Bernard Sensfelder
- Sylvie Simon
- Jacques Staehle
- Étienne de Harven
- Itzhak Bentov
- Docteur Michel Lenois

## Traduction
- Adhe Tapontsang : Ama Adhe voix de la mémoire, du Tibet libre à l'exil, propos recueillis par Joy Blakeslee, préface du Dalaï Lama, 1999, Éditions Dangles,  (ISBN 978-2-7033-0490-6)